# Gianluca Musacci
Gianluca Musacci, né le 1er avril 1987 à Viareggio, est un footballeur italien évoluant au poste de milieu de terrain défensif. 
Le joueur commence sa carrière par une rencontre de Coupe d'Italie en 2006-2007 et au terme de la saison 2011-2012, il a notamment disputé 17 matchs de Série A ainsi que 83 matchs de Série B.